# Noddy
Noddy – brytyjski serial animowany dla dzieci z 2002 roku, wykonany techniką cyfrową 3D, stylizowaną na tradycyjny film lalkowy. Film jest oparty na pomyśle brytyjskiej autorki książek dla dzieci Enid Blyton. Właścicielem praw autorskich do Noddy’ego jest firma Chorion PLC.
Serial ten opowiada o drewnianej lalce, która ma głowę na sprężynce (od czego pochodzi jego nazwa), która żyje w krainie zabawek, przypominającej nieco małe, prowincjonalne miasteczko w Anglii. Noddy pojawił się po raz pierwszy na kartach ilustrowanych książeczek o Golliwogsach – małych, szmacianych laleczkach o czarnych twarzach, gdzie jednak był postacią drugoplanową.

## Wersja polska
Opracowanie i udźwiękowienie wersji polskiej: Studio Eurocom

Reżyseria:
- Andrzej Precigs (odc. 1-80),
- Joanna Sommer (odc. 81-100)

Dialogi:
- Tomasz Omen (odc. 1-3, 11-12, 29),
- Halina Wodiczko (odc. 4-10),
- Berenika Wyrobek (odc. 13-20, 26-28, 30, 41-45),
- Aleksandra Michalak (odc. 21),
- Katarzyna Precigs (odc. 22-24),
- Maria Utecht (odc. 31-36, 38-40),
- Katarzyna Krzysztopik (odc. 37),
- Joanna Sommer (odc. 46-60, 65-66, 69-100),
- Aleksandra Rojewska (odc. 61-64, 67-68)

Dźwięk i montaż:
- Sławomir Czwórnóg (odc. 1-30),
- Jacek Gładkowski (odc. 31-100)

Kierownictwo muzyczne: Piotr Gogol

Teksty piosenek: Andrzej Gmitrzuk

Kierownictwo produkcji: Marzena Wiśniewska

Udział wzięli:
- Lucyna Malec – Noddy
- Jerzy Molga – Wielkouchy
- Krzysztof Zakrzewski – Pan Plod
- Iwona Rulewicz – Misia Tesi
- Łukasz Węgrzynowski – Bumpy
- Włodzimierz Press – Gobbo
- Artur Kaczmarski – Chytrus
- Jerzy Mazur – Pan Sparks
- Dorota Lanton – Marta (wcześniejsze odcinki)
- Mirosława Niemczyk – Diana
- Marek Frąckowiak – Pan Bańka-Wstańka
- Krystyna Kozanecka –
  - Nakręcana Mysz,
  - Marta (późniejsze odcinki)
- Jacek Wolszczak – Nakręcana Mysz
- Grzegorz Drojewski – Miś Tubby
- Joanna Pach – Pani Różowa Kotka (wcześniejsze odcinki)
- Sara Müldner
- Anna Apostolakis –
  - Dina
  - Pani Różowa Kotka (późniejsze odcinki)

i inni

## Spis odcinków
| N/o               | Polski tytuł                       | Angielski tytuł                   |
| ----------------- | ---------------------------------- | --------------------------------- |
|                   |                                    |                                   |
| SERIA PIERWSZA    |                                    |                                   |
|                   |                                    |                                   |
| 001               | Podwójne zaklęcie                  | Too Many Noddies                  |
|                   |                                    |                                   |
| 002               | Noddy i nowa taksówka              | Noddy and the new Taxi            |
|                   |                                    |                                   |
| 003               | Noddy i magiczne dudy              | Noddy and the Magic Bagpipes      |
|                   |                                    |                                   |
| 004               | Kłopotliwy gość                    | Noddy has a visitor               |
|                   |                                    |                                   |
| 005               | Najcenniejszy prezent              | Noddy’s Perfect Gift              |
|                   |                                    |                                   |
| 006               | Szczęśliwy dzień                   | Noddy’s Lucky Day                 |
|                   |                                    |                                   |
| 007               | Noddy zostaje policjantem          | Policeman for a Day               |
|                   |                                    |                                   |
| 008               | Skaczące piłki                     | Bounce Alert In Toyland           |
|                   |                                    |                                   |
| 009               | Roześmiani na Różowo               | Tickled Pink                      |
|                   |                                    |                                   |
| 010               | Kłopoty z kurczaczkiem             | Noddy’s Pet Chicken               |
|                   |                                    |                                   |
| 011               | Noddy idzie po zakupy              | Noddy Goes Shopping               |
|                   |                                    |                                   |
| 012               | Noddy i wiatr                      | Hold Onto Your Hat, Noddy         |
|                   |                                    |                                   |
| 013               | Zwycięska drużyna Krainy Zabawek   | Toy Town’s Winning Team           |
|                   |                                    |                                   |
| 014               | Noddy i potwór drogowy             | Noddy and the Bumper Monster      |
|                   |                                    |                                   |
| 015               | Magiczny proszek                   | Magic Power                       |
|                   |                                    |                                   |
| 016               | Rower dla Wielkouchego             | A Bike for Big Ears               |
|                   |                                    |                                   |
| 017               | Noddy i głos Pana Ploda            | Noddy & The Voice Of Plod         |
|                   |                                    |                                   |
| 018               | Misia Tubby dzień na opak          | Master Tubby’s Opposite Day       |
|                   |                                    |                                   |
| 019               | Nie bój się Noddy                  | Don’t Be Scared, Noddy            |
|                   |                                    |                                   |
| 020               | Magiczny stoper Goblinów           | That Goblin’s Stopwatch           |
|                   |                                    |                                   |
| 021               | Pan Sparks i zepsuty zegar         | Mr Sparks and the Broken Clock    |
|                   |                                    |                                   |
| 022               | Noddy się przeprowadza             | Noddy’s On The Move               |
|                   |                                    |                                   |
| 023               | Gdzie są kwiaty?                   | The Flower Thief                  |
|                   |                                    |                                   |
| 024               | Noddy szuka skarbów                | Noddy & The Treasure Map          |
|                   |                                    |                                   |
| 025               | Policjant Plod i uwięziony kogut   | Mr. Plod And The Jail Bird        |
|                   |                                    |                                   |
| 026               | Szary dzień w krainie zabawek      | A Gray Day In Toyland             |
|                   |                                    |                                   |
| 027               | Kłopoty Noddy’ego z samochodzikiem | Noddy’s Car Trouble               |
|                   |                                    |                                   |
| 028               | Dzień pieska Bumpy                 | Bumpy Dog’s Day                   |
|                   |                                    |                                   |
| 029               | Wieża bez kontroli                 | The Out-Of-Controol Tower         |
|                   |                                    |                                   |
| 030               | Noddy i niegrzeczna skrzynia       | Noddy And The Naughty Box         |
|                   |                                    |                                   |
| 031               | Zmartwienie Skitty’ego             | Skittle in the Middle             |
|                   |                                    |                                   |
| 032               | Porzeczkowy księżyc                | Googleberry Moon                  |
|                   |                                    |                                   |
| 033               | Budzik Noddy’ego                   | Noddy’s Wake-Up Call              |
|                   |                                    |                                   |
| 034               | Wiejska przygoda Różowej Kotki     | Miss Pink Cat’s Country Adventure |
|                   |                                    |                                   |
| 035               | Wielkie kichanie                   | The Big Sneeze                    |
|                   |                                    |                                   |
| 036               | Magiczna gumka                     | The Magic Eraser                  |
|                   |                                    |                                   |
| 037               | Wyprawa Diny i Tessi               | Dinah’s Day Out                   |
|                   |                                    |                                   |
| 038               | Spadająca gwiazdka                 | Catch a Falling Star              |
|                   |                                    |                                   |
| 039               | Kierowca Różowej Kotki             | Driving Miss Pink Cat             |
|                   |                                    |                                   |
| 040               | Zagubione ubranka Noddy’ego        | Noddy’s Clothes on the Loose      |
|                   |                                    |                                   |
| 041               | Dina dowódcą straży pożarnej       | Fire Chief Dinah                  |
|                   |                                    |                                   |
| 042               | Dobry uczynek Goblinów             | Goblin Good Deed Day              |
|                   |                                    |                                   |
| 043               | Noddy najlepszym kierowcą świata   | Noddy the Best Drive in the World |
|                   |                                    |                                   |
| 044               | Prezenty Goblinów                  | The Great Goblin Giveaway         |
|                   |                                    |                                   |
| 045               | W pogoni za tęczą                  | Noddy the rainbow chaser          |
|                   |                                    |                                   |
| 046               | W górze nad miastem                | Above it All                      |
|                   |                                    |                                   |
| 047               | Noddy i magiczne kubki             | Noddy and the Magic Sound Cups    |
|                   |                                    |                                   |
| 048               | Mały problem pana Ploda            | Mr. Plod’s Little Problem         |
|                   |                                    |                                   |
| 049               | Noddy i wielki kwiat               | Noddy and the Towering Flower     |
|                   |                                    |                                   |
| 050               | Wielka zamiana Goblinów            | The Great Goblin Switch           |
|                   |                                    |                                   |
| 051               | Zagadka zaginionej piłki           | The Case of the Missing Ball      |
|                   |                                    |                                   |
| 052               | Wielki pościg za pociągiem         | The Great Train Chase             |
|                   |                                    |                                   |
| 053               | Niespodzianka dla Tessie           | A Surprise for Tessie Bear        |
|                   |                                    |                                   |
| 054               | Marzenie nakręcanej myszy          | Clockwork Mouse’s Wish            |
|                   |                                    |                                   |
| 055               | Czekoladowy sen misia Tubby        | Master Tubby's Chocolate Dream    |
|                   |                                    |                                   |
| 056               | Bardzo dziwna pogoda               | What Strange Weather              |
|                   |                                    |                                   |
| 057               | Zapominalski Noddy                 | Forgive Me Not                    |
|                   |                                    |                                   |
| 058               | Wyścig rowerowy                    | Bicycle Battle                    |
|                   |                                    |                                   |
| 059               | Połóż się, panie Bańko Wstańko     | Lie Down Mr Wobbly Man            |
|                   |                                    |                                   |
| 060               | Zagubiony klakson                  | Noddy’s Car Loses Its Voice       |
|                   |                                    |                                   |
| 061               | Noddy po drugiej stronie lustra    | Noddy Through the Looking Glass   |
|                   |                                    |                                   |
| 062               | Pan Plod w więzieniu               | Mr Plod in Jail                   |
|                   |                                    |                                   |
| 063               | Gobliny w obłokach                 | Goblins Above                     |
|                   |                                    |                                   |
| 064               | Noddy i głodne kurczaki            | Noddy and the Big Chicken Roundup |
|                   |                                    |                                   |
| 065               | Miś Tubby goblinem                 | Master Tubby Goblin               |
|                   |                                    |                                   |
| 066               | Po prostu bądź sobą Noddy          | Just be Yourself, Noddy           |
|                   |                                    |                                   |
| 067               | Gobliny i niewidzialna farba       | The Goblin and Invisible Paint    |
|                   |                                    |                                   |
| 068               | Nie spóźniaj się, Noddy            | Don’t be late, Noddy              |
|                   |                                    |                                   |
| 069               | Noddy i stłuczone talerze          | Noddy and the Broken Dishes       |
|                   |                                    |                                   |
| 070               | Noddy artysta                      | Noddy, the Artist                 |
|                   |                                    |                                   |
| 071               | Specjalna nagroda Noddy’ego        | Noddy’s Special Treat             |
|                   |                                    |                                   |
| 072               | Noddy buduje kosmiczną rakietę     | Noddy Builds a Rocket Ship        |
|                   |                                    |                                   |
| 073               | Pan Plod najlepszym policjantem    | Mr. Plod, the best policeman      |
|                   |                                    |                                   |
| 074               | Bezsenna noc Noddy’ego             | No nap for Noddy                  |
|                   |                                    |                                   |
| 075               | Noddy Wielkouchym                  | Big Ears For a Day                |
|                   |                                    |                                   |
| 076               | Zgubiony dzwoneczek Noddy’ego      | Noddy Loses his Bell              |
|                   |                                    |                                   |
| 077               | Wysoko, wysoko, oj za wysoko!      | Up, Up and Away                   |
|                   |                                    |                                   |
| 078               | Wielki kłamczuch                   | The Big Fib                       |
|                   |                                    |                                   |
| 079               | Rodowe drzewo Noddy’ego            | Noddy’s Family Tree               |
|                   |                                    |                                   |
| 080               | Gra w słuchanie                    | The Listening Game                |
|                   |                                    |                                   |
| 081               | Noddy i tajemnicza przesyłka       | Noddy and the Curious Package     |
|                   |                                    |                                   |
| 082               | Radź sobie sam                     | Shelf Help                        |
|                   |                                    |                                   |
| 083               | Dobry sąsiad Noddy                 | Good Neighbour Noddy              |
|                   |                                    |                                   |
| 084               | Noddy potrzebuje lekarstwo         | Noddy Needs Some Medicine         |
|                   |                                    |                                   |
| 085               | Noddy i śmieszne zdjęcia           | Noddy and the funny pictures      |
|                   |                                    |                                   |
| 086               | Noddy się zgubił                   | Noddy Gets Lost                   |
|                   |                                    |                                   |
| 087               | Zabawa misia Tubby                 | Master Tubby’s Name Game          |
|                   |                                    |                                   |
| 088               | Noddy chce wszystkim pomóc         | Noddy Helps Out                   |
|                   |                                    |                                   |
| 089               | Noddy i zgubiony klucz             | Noddy and the Lost Tool           |
|                   |                                    |                                   |
| 090               | Znalezione nie kradzione           | Noddy’s great discovery           |
|                   |                                    |                                   |
| 091               | Noddy ma trudny dzień              | Noddy Had a Difficult Day         |
|                   |                                    |                                   |
| 092               | Noddy sam to naprawi               | Noddy Can Fix It                  |
|                   |                                    |                                   |
| 093               | Odwiedziny pieska Bumpy’ego        | Bumpy Dog’s Visit                 |
|                   |                                    |                                   |
| 094               | Parada zabawek                     | The Toy Town Parade               |
|                   |                                    |                                   |
| 095               | Domek z kart                       | Noddy’s House of Cards            |
|                   |                                    |                                   |
| 096               | Bananowe ciasto Marty              | Martha Monkey’s Banana Pie        |
|                   |                                    |                                   |
| 097               | Noddy i kręgielki                  | Noddy and the Skittles            |
|                   |                                    |                                   |
| 098               | Występ                             | The Balancing Act                 |
|                   |                                    |                                   |
| 099               | Noddy i zaginione babeczki         | Noddy and the Missing Muffins     |
|                   |                                    |                                   |
| 100               | Zaczarowany dzwoneczek             | The Tell Tale Bell                |
|                   |                                    |                                   |
| ODCINKI SPECJALNE |                                    |                                   |
|                   |                                    |                                   |
| S1                | Noddy i Święty Mikołaj             | Noddy Saves Christmas             |

| S2 | Noddy i przygoda na wyspie | Noddy And The Island Adventure |

| S3 | Noddy i gwiezdny pył | Noddy and the Magical Moondust |